# ABC (ジャクソン5の曲)
「ABC」は、ジャクソン5が1970年に発表したシングル曲。モータウンからのシングルとしては2作目となる。

## 解説
前作「帰ってほしいの」と同様、プロデューサー・チームのザ・コーポレーション（ベリー・ゴーディ、フレディー・ペレン、アルフォンソ・ミゼル、ディーク・リチャーズ）が書き下ろした曲。
歌詞の内容は、学校教育をモチーフとしたラヴ・ソングだが、ザ・コーポレーションの一員であるフレディー・ペレンは元教師であり、ティーンエイジャーやティーン未満の子どもから成るグループのプロデュースは、生徒の教育と似ていると語っている。
『ビルボード』誌のR&BチャートとBillboard Hot 100の両方で1位を獲得した。
ロックの殿堂のスタッフや音楽評論家たちが選出した「ロックン・ロールを形作った楽曲」の500曲の中に、「ABC」も含まれている。
2017年には、グラミーの殿堂入りを果たした。

## サウンドトラックでの使用例
- アメリカ映画『キルスティン・ダンストの大統領に気をつけろ!』（1999年公開）[7]
- アメリカのテレビドラマ『リジー&Lizzie』（2001年〜）で使用され、2002年発売のオリジナル・サウンドトラック・アルバムにも収録された[8]。
- アメリカ映画『ミニミニ大作戦』（2003年公開）[9]
- アメリカ映画『チャーリーと14人のキッズ』（2003年公開）[10]
- 日曜劇場『ぼくの妹』（2009年、初回放送前の番宣スポットのみ）

## カヴァー
- Folder - 1999年にシングル『I WANT YOU BACK』のカップリング曲として発表。
- HIROMIX - 2002年から2004年にかけて、日産・リバティのCMソングとしてオン・エアされた[11]。HIROMIXのヴァージョンはCD化されていない。
- 平井堅 - 『Ken's Bar』（2003年）
- LOW IQ 01 - モータウンのトリビュート・アルバム『ROCK MOTOWN』（2005年）
- メイシオ・パーカー - 『School's In!』（2005年）
- NONA REEVES - シングル『透明ガール』にて「ジャクソン・ファイブ・メドレー」のうちの一曲としてカヴァー(2005年) のちにアルバム「Free Soul of NONA REEVES」に再録(2006年)
- SEXY-SYNTHESIZER - EP『SING ALONG WITH HAPPY-SYNTHESIZER』HAPPY-SYNTHESIZER名義（2009年）